# Équation de Liouville
Pour l'équation de Liouville dans les systèmes dynamiques, voir Théorème de Liouville (hamiltonien).
En géométrie différentielle, l’équation de Liouville, du nom du mathématicien français Joseph Liouville, est une équation aux dérivées partielles non linéaire satisfaite par le facteur conforme {\displaystyle f} d'une métrique {\displaystyle f^{2}(dx^{2}+dy^{2})} sur une surface de courbure de Gauss constante K :
{\displaystyle \Delta \;\log f=-Kf^{2},}
où {\displaystyle \Delta } est l'opérateur de Laplace.
{\displaystyle \Delta f={\frac {\partial ^{2}f}{\partial x^{2}}}+{\frac {\partial ^{2}f}{\partial y^{2}}}=4{\frac {\partial }{\partial z}}{\frac {\partial f}{\partial {\bar {z}}}}}

## Solution générale
Dans un domaine simplement connexe {\displaystyle \Omega }, la solution générale est donnée par :
{\displaystyle u(z,{\bar {z}})={\frac {1}{2}}\ln \left(4{\frac {|\mathrm {d} f(z)/\mathrm {d} z|^{2}}{(1+K|f(z)|^{2})^{2}}}\right)}
où {\displaystyle f} est une fonction fonction méromorphe localement univalente et {\displaystyle 1+K|f(z)|^{2}}[Quoi ?] quand {\displaystyle K<0}.